# جون بيردسال (سياسي)
جون بيردسال هو سياسي أمريكي، ولد في 5 أكتوبر 1840 في Flatbush ‏ في الولايات المتحدة، وتوفي في 15 أبريل 1891 في نيويورك في الولايات المتحدة. نشط حزبياً في الحزب الجمهوري. وقد انتخب عضو مجلس ولاية نيويورك ‏.